# Trilofos, Kastoria
Trilofos („așezat pe trei creste”) sau Trilofo (în greacă, Τρίλοφος Καστοριάς) este un sat de munte aparținând prefecturii Kastoria din regiunea Macedonia de Vest a Greciei, aflat la o altitudine de 1.148 de metri.

## Geografie
Trilofos este situat pe versanții muntelui Grammos, pe crestele Christofor, Konopisce și Dandaleska, între granița Greciei cu Albania și râul Aliakmon⁠(d) (la început - Aliakmonul de Sus). Se află la 22 km V-NV de Nestorio și la 45,5 km V-SV de Kastoria. În timpul ocupației turcești se numea Slimnitsa (în greacă, Σλήμνιτσα) și era cel mai mare din zonă, cu 200 de familii. A fost împărțit în două mahalale, cea „de Sus” („Ano Mahala”) și cea „de Jos” („Kato Mahala”), și avea multe conace din piatră, cu două sau trei etaje, construite de meșteri din Epir.

## Istorie
Locuitorii satului, majoritatea lor bilingvi (vorbitori de greacă și ai unui dialect slav, asemănător cu bulgara și macedoneana modernă), au luat parte activ la revoluția macedoneană din 1878⁠(d) condusă de căpitanul Vassos (Vasilios) Farmakis. După eșecul revoltei, Slimnitsa a fost atacată în repetate rânduri de albanezi și, ca urmare, cei mai mulți dintre locuitori s-au mutat în Kastoria.
Ca și restul satelor din zonă (Glykoneri, Giannochori⁠(d), Monopylo⁠(d) și Livadotopi⁠(d)), aparține grupului „satelor Kastoriei de pe Grammos” (în greacă, Γραμμοχώρια της Καστοριάς), unde au avut loc cele mai grele și sângeroase bătălii ale Războiului Civil Grec, care s-au soldat cu distrugerea sa totală, în urma căreia unii locuitori s-au mutat în sudul Greciei, iar alții au emigrat în statele din fostul lagăr comunist din Europa Centrală și de Est, în U.R.S.S., S.U.A. și Australia.
În fiecare an, cu ocazia sărbătorii Adormirii Maicii Domnului, hramul uneia dintre biserici, descendenți ai locuitorilor satului, precum și foști locuitori rămași în viață, vizitează satul, câțiva dintre aceia construindu-și acolo case de vacanță. Dintre acei descendeți și foști locuitori, unii se consideră greci macedoneni⁠(d), iar alții etnici macedoneni (vezi „disputa numelui Macedonia⁠(d)”).

## Obiective turistice
Atracții sunt considerate ruinele mănăstirii „Sfântul Gheorghe”, capela „Sfântului Christofor” din „Mahalaua de Jos”, biserica „Adormirii Maicii Domnului” (1743), care a fost distrusă de bombele tunurilor Armatei Naționale în timpul Războiului Civil Grec, și biserica „Sfântul Atanasie” (1874). De remarcat, de asemenea, este o fântână acoperită din piatră cu decor în relief, la intrarea în sat dinspre Fousia și școala primară din piatră, construită în 1924 de meșteri arvaniți (greci vorbitori ai unui dialect albanez).

## Denumire și administrație

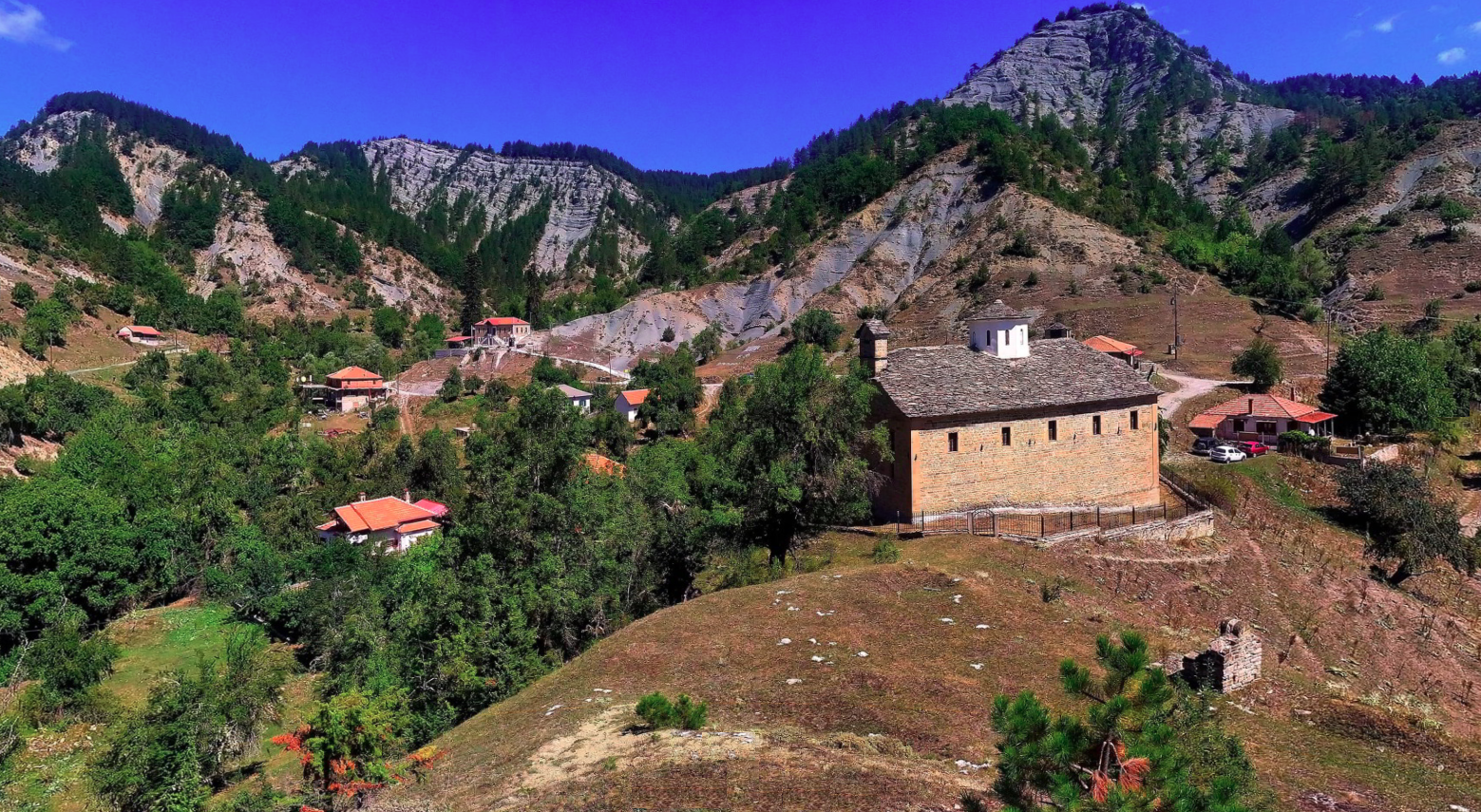
Trilofos (Slimnitsa), Kastoria

Este menționat ca Slimnitsa în 1918, după obținerea independenței față de Imperiul Otoman, în Monitorul Oficial al Greciei 259A - 29/12/1918, pentru a desemna sediul comunității omonime, care aparținea atunci prefecturii Florina⁠(d). În 1941, cu Monitorul Oficial 257A - 31/07/1941, a fost inclus în prefectura Kastoria, iar în 1950 cu Monitorul Oficial 39A - 09/02/1950 a fost redenumit "Trilofon". Conform planului Kallikratis⁠(d), împreună cu Nestorio, Agia Anna⁠(d) (Sfânta Ana), Monopylo, Giannochori, Stena⁠(d), Pefkos⁠(d) și Livadotopi formează comunitatea locală Nestorio, care aparține de municipalitea Nestorio și, conform recensământului din 2011, are o populație de 6 locuitori.

## Personalități născute aici
- Christos Metskas (n. 1935), fotbalist, antrenor (a jucat și la FC UTA Arad).